# ミナンカバウ・エクスプレス
ミナンカバウ・エクスプレス（インドネシア語：KA Minangkabau Ekspres）は、インドネシアの西スマトラ州にある空港連絡鉄道である。空港と市内中心部を結ぶ道路が頻繁に交通渋滞に見舞われることから、パダン市中心部からパダン・パリアマン県のミナンカバウ国際空港までの移動時間を短縮するために建設された。 クアラナム空港鉄道とスカルノ・ハッタ空港鉄道に続くインドネシアで3番目に開業した空港連絡鉄道である。 2018年5月21日にジョコ・ウィドド大統領が参加する式典をもって開業した。

## 概要
総距離23キロメートルの路線は、既存の鉄道路線と新設される鉄道路線によって構成されている。当列車の開業に先立ち、既存区間のドゥク駅とパダン駅間で設備改良が行われた。その後、ドゥク駅からミナンカバウ国際空港駅間に新たに3.9キロメートルの線路が新設された。建設に関わる土地取得は2017年3月に完了した。
当列車はPT KAI(インドネシア鉄道)によって運行され、走行区間は、パダン - タビン - ドゥク - ミナンカバウ国際空港間を運行される。使用車両はINKA社によって製造された。
当列車の運賃は、ミナンカバウ国際空港駅 - ドゥク駅間、ミナンカバウ国際空港駅 - プラウ・アイル駅間 では IDR 10,000.00、ドゥク - プラウ・アイル駅間では IDR 5,000.00である。

## 使用車両
この列車は、PT INKA製のME204形気動車(KEDE)が使われる。同形式は、アディスマルモ空港鉄道及び、ジョグ・ジャカルタ国際空港鉄道でも使用されるが、当路線に使用される車両は第一編成である。当形式は、最大393人の定員を持つ4両編成で運行される。

## 運用

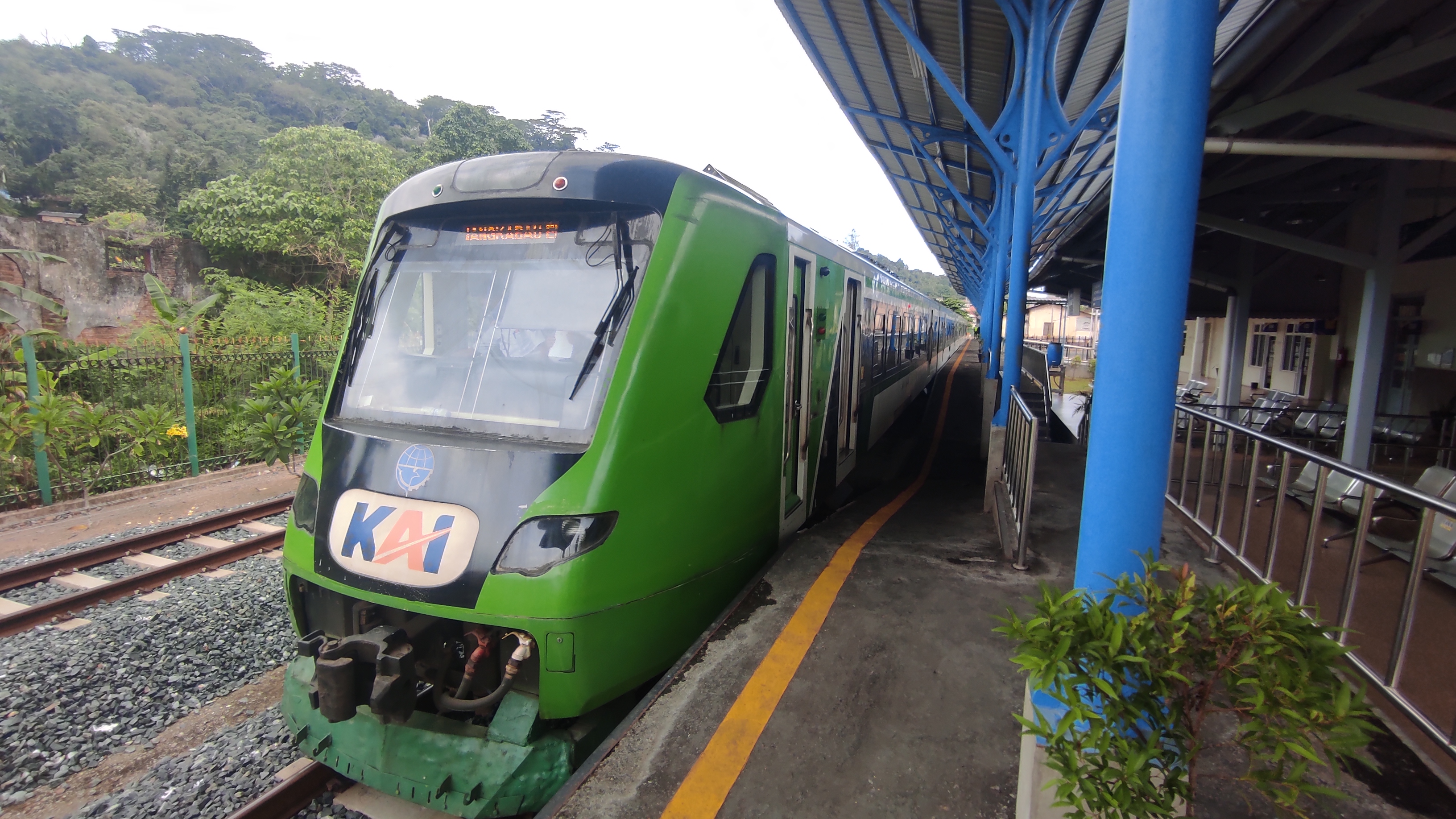
プラウ・アイル駅の停車中の車両

2019年3月6日より、ミナンカバウ・エクスプレスは夜間ダイヤの増発とダイヤ改正を実施し、ルブク・ブアヤ駅を除く通過駅にも停車するように変更された。ドゥク駅でアナイレールバスに乗り換え、カユ・タナム駅へ向かう乗客の利便性向上を果たしている。
パダン - プラウ・アイル線の運転再開に伴い、パダン州西パダンのカンポン・ポンドックにあるコタ・トゥア地区の観光を促進するため、2021年2月10日からミナンカバウ・エクスプレスの運行区間がプラウ・アイル駅まで延伸された。 新たに新設されたパタン駅の空港列車専用ホームに停車するように変更された。プラウ・アイル駅への延伸に伴い、最終運行後はパダン駅に戻り、翌朝の始発列車の運行開始前にプラウ・アイル駅へ車両を回送している。

## 停車駅
| 駅番号      | 駅コード | 駅名                                     | 乗り換え/ノート                                      | 地域                 | 地域         |
| ----------- | -------- | ---------------------------------------- | ---------------------------------------------------- | -------------------- | ------------ |
| M08 L01     | BIM      | ミナンカバウ国際空港 Minangkabau Airport | ミナンカバウ国際空港 - パダン・アナイ                | パダン・パリアマン県 | 西スマトラ州 |
| M07 P06 L02 | DUK      | ドゥク Duku                              | 都市間列車 - パリアマンエクスプレス - パダン・アナイ | パダン・パリアマン県 | 西スマトラ州 |
|             | KKK      | カユカレ Kayukalek                       | 幽霊駅                                               |                      | 西スマトラ州 |
| P05         | LBY      | ルブク・ブアヤ Lubuk Buaya               | 通過駅                                               | パダン市             | 西スマトラ州 |
| M06 P04     | TAB      | タビン Tabing                            | 都市間列車 - パリアマンエクスプレス                  | パダン市             | 西スマトラ州 |
| M05 P03     | ATR      | エア・タワル Air Tawar                   | 都市間列車 - パリアマンエクスプレス                  | パダン市             | 西スマトラ州 |
| M04 P02     | AI       | アライ Alai                              | 都市間列車 - パリアマンエクスプレス                  | パダン市             | 西スマトラ州 |
| M03 P01     | PD       | パダン Padang                            | 都市間列車 - パリアマンエクスプレス - インダルン方面 | パダン市             | 西スマトラ州 |
| M02         | TDA      | タランダム Tarandam                      |                                                      | パダン市             | 西スマトラ州 |
| M01         | PLA      | プラウ・アイル Pulau Aie                 |                                                      | パダン市             | 西スマトラ州 |